# Pirekua
La pirekua es uno de los géneros musicales propios del p'urhépecha, del estado de Michoacán, originada del sincretismo de la música y cantos religiosos de los evangelizadores españoles con las reminiscencias de la música indígena (sonecitos de la Tierra y sones del Costumbre). Actualmente representa un medio de expresión de la lengua p'urhépecha y constituyen una manera de exaltar su conciencia étnica a fin de salvaguardar la pindekua (tradición y costumbre). La pirekua, en sus ritmos abajeño (6/8) y son valseado (3/4), transmite mensajes de amor, de desamor, de la historia p'urhépecha y de Michoacán, de la geografía michoacana y de la vida social de la comunidad.

## Significado depirekua
La palabra pirekua, en lengua p'urhépecha o purépecha, significa canción, y por lo general las pirekuas se cantan en esta lengua nativa o en castellano, algunas incluso intercalan ambos idiomas y otras tantas se interpretan instrumentalmente. Se destaca por su carácter noble, nostálgico y sentimental. Algunas de las regiones donde se cultiva la pirekua son el Quinceo, Zacán, San Lorenzo, Comachuen, Nurio, Cherán, Ichan, Angahuan, Pátzcuaro y otras comunidades. Aunque este género no es muy conocido en otras regiones del país, en Michoacán es una parte de la cultura de los purépechas, incorrectamente llamados tarascos por sus enemigos aztecas y más tarde por los conquistadores españoles.

## Voces
Habitualmente se canta una o dos voces masculinas, aunque pueden ser femeninas o mixtas y acompañadas por guitarra sexta, contrabajo, vihuela o arpa y violín. A diferencia del son abajeño purépecha, se utilizan pocos instrumentos (a menudo uno, dos o hasta tres), pero en algunas ocasiones se utiliza la misma instrumentación, sobre todo cuando un grupo se dedica a interpretar ambos géneros tradicionales.

## Ejemplos
Algunas pirekuas tradicionales:
- Canel Tsitskiki o Tsït-tsïk Urapiti (Flor de canela)
- Josefinita
- Erandepakua
- Male Rosita
- Toronjil Morado